# Отставка генерала Макартура
11 апреля 1951 года президент США Гарри Трумэн освободил от командования генерала Дугласа Макартура за то, что тот сделал заявления, идущие вразрез с политикой администрации президента. Макартур считался народным героем Второй мировой войны, командующим силами ООН, сражающимися в Корейской войне. Причины его отставки остаются предметом спора на почве военно-гражданских отношений.
Макартур возглавлял силы союзников в юго-западном районе Тихого океана, после войны руководил оккупацией Японии. После вторжения сил Северной Кореи в июне 1950 года в Южную Корею и начала Корейской войны он был назначен на пост командующего силами ООН, оборонявших Южную Корею. Он задумал и провёл высадку сил ООН в Инчхоне 15 сентября 1950 года, за что его превозносили как военного гения. Однако, согласно приказу Трумэна, после высадки последовало полномасштабное вторжению в Северную Корею, что привело к вмешательству в войну Китая. Вторжение китайцев привело силы ООН к серии поражений и вынудило Макартура отвести войска из Северной Кореи. К апрелю 1951 года ситуация стабилизировалась но публичные заявления Макартура всё больше раздражали Трумэна и привели в итоге к тому, что Трумэн освободил Макартура от командования. Комитеты Сената по вооружённым силам и международным отношениям провели совместное расследование военной ситуации и обстоятельств, окружавших отставку Макартура, и пришли к заключению: «Смещение генерала Макартура было в рамках конституционных полномочий президента, но обстоятельства повергли национальную гордость в шок».
Аполитичность военных была американской традицией, которую было сложно поддерживать в эпоху участия американских сил в конфликтах за рубежом. Принцип гражданского контроля над вооружёнными силами также укоренился, но растущая сложность военных технологий привела к созданию профессиональных вооружённых сил. Это всё более затрудняло гражданский контроль, что осложняло нескладное разделение полномочий между президентом как главнокомандующим и Конгрессом с его властью над набором армий, поддержку флота и ведение войн. Отправив в отставку Макартура за отказ «уважать авторитет президента» при личных обращениях к Конгрессу, Трумэн поддержал роль президента как превосходящую.

## Предисловие

### Гарри Трумэн
Гарри Трумэн стал президентом США после смерти Франклина Рузвельта в 1945 году и неожиданно одержал победу на президентских выборах 1948 года. Он стал единственным президентом после 1897 года, занявшим этот пост не имея степени колледжа. Несмотря на отсутствие высшего образования Трумэн слыл весьма начитанным человеком. Когда его товарищи по хай-скул поступили в университет штата в 1901 году он поступил в местную школу бизнеса, но проучился только семестр. Затем он посещал ночные курсы в канзасской правовой школе, но тоже её бросил. Трумэн пытался поступить в военную академию в Вест-Пойнте, но его кандидатура была отвергнута из-за его плохого зрения. Трумэн гордился своей службой в артиллерии в ходе Первой мировой войны и имел звание полковника запаса.
Трумэн не доверял кадровым военным и избрал двух национальных гвардейцев Гарри Вогэна и Луиса Ренфроу своими помощниками по военным делам. Трумэн однажды заметил, что не понимает, как армия США могла «породить таких людей как Роберт Ли, Джон Першинг, Эйзенхауэр и Брэдли и в то же время порождать таких людей как Кастер, Паттон и Дуглас Макартур».
В ходе т. н. «бунта адмиралов» 1948 года несколько морских офицеров публично выразили несогласие с политикой президентской администрации по поводу сокращения военно-морской авиации и механизированных средств высадки десанта, что в итоге привело к отставке руководителя военно-морскими операциями Луиса Денфелда и назначению на освободившийся пост адмирала Форреста Шермана. На допросе перед сенатским комитетом по вооружённым силам по данному делу в октябре 1949 года председатель ОКНШ Омар Брэдли выразил сомнение, состоится ли ещё когда-нибудь новая крупномасштабная механизированная высадка десанта.

### Дуглас Макартур
Дуглас Макартур был наиболее старшим по званию и по службе армейским генералом. Его отец — генерал-лейтенант Артур Макартур-младший, удостоился медали Почёта за участие в Гражданской войне в США. В 1903 году Дуглас Макартур стал лучшим выпускником в своём классе в Уэст-Пойнте. Тем не менее, он никогда не посещал курсов для более продвинутого обучения, если не считать сапёрных курсов в 1908 году. Макартур отличился в ходе Первой мировой войны. В 1930—1935 он служил на посту главы штаба армии, тесно работая с президентами Гербертом Гувером и Франклином Рузвельтом, несмотря на столкновения по вопросам военного бюджета. Позднее Макартур сравнивал «необычайный самоконтроль» Рузвельта с «неистовым характером и приступами неуправляемого гнева» Трумэна.
Во время Первой мировой войны Макартур служил в Европе и в Мексике, потом в Азии и на Тихом океане. Во время Второй мировой войны Макартур стал национальным героем и был награждён медалью Почёта за безуспешную оборону Филиппин в ходе битвы за Батаан. Затем он командовал войсками союзников в ходе Новогвинейской и Филиппинской кампаний, выполнив своё знаменитое обещание вернуться на Филиппины. В 1944 и 1948 годах он рассматривался как возможный кандидат в президенты США от республиканцев. После войны, будучи верховным главнокомандующим союзными оккупационными войсками (SCAP), он надзирал над оккупацией Японии и сыграл важную роль в послевоенных политических и социальных преобразованиях в этой стране.
К 1950 году оккупация Японии была свёрнута, но Макартур оставался в стране как главнокомандующий сил на Дальнем Востоке, на этот пост он был назначен президентом Трумэном в 1945 году. Макартуру пришлось найти компромисс со значительными сокращениями военного бюджета, что привело к сокращению численности его войск с 300 тыс. в 1947 году до 142 тыс. в 1948 году. Несмотря на его протесты, последовали дальнейшие сокращения, и к июню 1950 года под его командованием осталось только 108 тыс. человек. Сокращения в финансировании и личном составе привели к недостатку служебного оборудования. Из 18 тыс. джипов, находящихся в распоряжении дальневосточного командования 10 тыс. находились в неисправном состоянии, из 113.870 2,5 тонных шестиколёсных грузовиков только 4.441 были исправными. С другой стороны дальневосточное командование запустило программу по сбору и возвращению в строй военных материалов из заброшенных складов по Тихому океану. Эта программа не только восстановила множество ценных складов и оборудования, но и создала в Японии полезную отрасль по ремонту и перестройке. В то же время отход от несения оккупационной службы позволило сосредоточиться на боевой подготовке.

## События, приведшие к отставке

### Корейская война
25 июня 1950 года войска Северной Кореи начали вторжение на территорию южного соседа. В ответ на срочный запрос от группы военных советников в Корее прислать больше боеприпасов Макартур по собственной инициативе приказал транспортному судну MSTS Sgt. George D Keathley, находившемуся в заливе Иокогамы погрузить боеприпасы и следовать в Пусан. В этот же день президент Трумэн встретился в резиденции Блэр-хаус с Объединённым комитетом начальников штабов и другими советниками и одобрил меры, предпринятые Макартуром и госсекретарём Дином Ачесоном. На другом совещании в Блэр-хаус вечером 26 июня получая доклады о быстро ухудшающейся ситуации в южной Корее Трумэн одобрил применение военно-воздушных и морских сил против военных целей южнее 38-й параллели северной широты.
27 июня Совет Безопасности ООН выпустил резолюцию 83, рекомендовавшую «членам ООН оказать такое содействие Республике Корея, какое может быть необходимым для отражения вооружённой атаки и восстановить международный мир и безопасность в регионе». 28 июня пала южнокорейская столица Сеул. На следующий день Трумэн дал разрешение на проведение воздушных и морских операций к северу от 38-й параллели, на что уже был отдан приказ Макартуром. Однако только после 30 июня, после отрезвляющего сообщения Макартура о военной ситуации, Трумен наконец разрешил использовать сухопутные войска.
8 июля по совету объединённого комитета начальников штабов Трумэн назначил Макартура на пост главы командованиями силами ООН в Южной Корее (CINCUNC). При этом Макартур сохранил за собой пост верховного главнокомандующего союзных сил (SCAP). Макартур вынужден было ввести в бой свои силы, находящиеся в Японии, позднее он описывал это как «отчаянный арьергардный бой». В июле Трумэн поручил главе штаба армии генералу Джозефу Лаутону Коллинзу и главе штаба ВВС генералу Хойту С. Вандербергу доложить о ситуации. 13 июля генералы встретились в Токио с Макартуром и главой его штаба генерал-майором Эдвардом Элмондом. Макартур произвёл на них впечатление, [рассказав] об опасности недооценки северокорейцев, которых он охарактеризовал как «хорошо экипированных, находящихся под компетентным командованием и прошедших боевую подготовку», превосходящих по численности американские войска в соотношении 20 к одному. Он предложил сначала остановить северокорейское наступление, а затем контратаковать, окружив северокорейские войска посредством высадки десанта, но это зависело от прибытия подкреплений из США.
На пресс-конференции 13 июля Трумэну был задан вопрос: пересекут ли силы США 38-ю параллель, он ответил, что: «примет решение, когда это будет необходимым». Некоторые из его советников, в первую очередь заместитель госсекретаря по дальневосточным делам Дин Раск и директор управления восточноазиатских дел Джон М. Элисон утверждали, что резолюция совета безопасности № 83 даёт законные основания для вторжения на территорию Северной Кореи. Другие, как Джордж Ф Кеннан и Пол Ниц были не согласны. Администрации кроме рассмотрения аспектов законности вторжения пришлось учитывать опасность вторжения СССР и КНР, если силы ООН приблизятся к их границам.

### Высадка в Инчхоне
Макартуру пришлось отложить свои ранние планы высадки десанта в связи с ухудшающейся ситуацией на юге, ему пришлось отправить первую кавалерийскую дивизию, предназначенную для высадки на защиту Пусанского периметра, к границам которого восьмая армия отступила в августе. Макартур закончил планирование высадки десанта, которую запланировал ориентировочно на 15 сентября. Офицеры ВМС и морской пехоты как контр-адмирал Джеймс Дойл, командир первой группой механизированной высадки и генерал-майор Оливер П. Смит, командующий первой дивизией морской пехоты, ужаснулись от предложенных зон высадки в Инчхоне, которым сопутствовали высокий уровень прилива, и широкий берег, который он заливал, узкие и опасные каналы и высокие волноломы. Омар Брэдли назвал это «худшим местом, когда-либо выбранным для механизированной высадки». Область Инчхона и Сеула была ключевым узлом коммуникаций, но уровень риска высадки обескураживал. Уоллинз и Шерман вылетели в Токио, чтобы обсудить планы с Макартуром, он объявил: «Мы высадимся в Инчхоне и я сокрушу их».
Макартур получил приглашение выступить на 51-м национальном слёте организации «Ветераны иностранных войн» в Чикаго 26 августа 1950 года. Он отклонил приглашение и отправил речь, чтобы её там зачитали. В этой речи он возражал против политики Трумэна по поводу острова Формоза: «Ничто не может быть более ошибочным, чем избитые доводы тех, кто выступает за умиротворение и пораженчество на Тихом океане, что если мы разгромим Формозу, мы отвратим от себя континентальную Азию». Трумэн был оскорблён словом «умиротворение» и обсуждал возможность отставки Макартура с министром обороны Луисом Джонсоном. Министр отметил, что Макартур является «одним из величайших, если не самым великим генералов нашего поколения». Трумэн потребовал от Джонсона отправить Макартуру приказ опровергнуть своё заявление, что Джонсон и сделал, но заявление уже попало в официальный сборник записей Конгресса. В итоге это привело к отставке самого Джонсона а не Макартура. Трумэна всё более раздражал конфликт Джонсона с госсекретарём Эчесоном и хотя ранее он заявлял, что Джонсон останется на посту «пока я сам занимаю свой пост» он потребовал от Джонсона уйти в отставку. Общественность проклинала Джонсона за сокращения расходов на оборону, что привело к неготовности [войск] и как следствие поражениям в начальный период войны в Корее. Его заменил генерал армии Джордж Маршалл.
Макартур видел своей военной целью разгром северокорейской армии. Для этого требовались действия к северу от 38-й параллели, хотя заместитель главы его штаба (G-2) генерал-майор Чарльз Уиллоуби 31 августа доложил, что 37 китайских дивизий стягиваются к китайско-северокорейской границе. Члены объединённого комитета начальников штабов согласились с Макартуром по этому вопросу. Совет безопасности официально подтвердил законность действий к северу от 38-й параллели. Однако совет рекомендовал задействовать в районах, граничащих с Китаем и СССР только южнокорейские войска. В случае вмешательства СССР Макартур должен был немедленно отойти к 38-й параллели, но в случае интервенции Китая, Макартур должен был сражаться «до тех пор, пока действия вооруженных сил ООН дают разумные шансы на успешное сопротивление». 11 сентября Трумэн одобрил доклад, но Макартур оставался в неведении до 22 сентября в связи со сменой министра обороны. Когда Трумэну на пресс-конференции 21 сентября был задан вопрос принял ли он решение о проведении операций в Северной Корее, он ответил, что нет.
В это время Макартур провёл высадку в Инчхоне 15 сентября. Коллинз вспоминал позднее: «Успех Инчхона был настолько велик и престиж Макартура стал настолько подавляющим, что главы штабов родов войск не решались обсуждать планы и решения генерала, которые должны быть изменены». В ответ на слух, что командование восьмой армии планирует остановиться у 38-й параллели и ожидать решения ООН о пересечении параллели., Маршалл отправил сообщение Макартуру: "Мы хотим, чтобы ничего не препятствовало с тактической и стратегической точки зрения вашему движению на север от 38-й параллели. Это заявление может привести к переполоху в ООН, очевидное намерение может привести к голосованию по этому вопросу, но это должно зависеть скорее от того, посчитаете ли вы это необходимым с военной точки зрения ". Через несколько дней Макартур получил предписание не объявлять о том, что его войска пересекли 38-ю параллель. 7 октября вышла резолюция генеральной ассамблеи ООН, которая могла быть истолкована как разрешение на вторжение в Северную Корею.

### Конференция на острове Уэйк
С приближением промежуточных выборов 1950 года и воздержанием Трумэна от открытой агитации, в то время как войска сражались в Корее, члены штаба Трумэна, в первую очередь Джордж Элси, придумали ещё один способ собрать голоса для Демократической партии. В июле 1944 года президент Франклин Рузвельт поехал на Гавайи, чтобы встретиться с Макартуром и адмиралом Честером Нимицем. На этой встрече Рузвельт принял решение атаковать японцев на Филиппинах в последний год войны на Тихом океане. Благодаря этому он опроверг заявления республиканцев, что президент зациклился на Европе в ущерб тихоокеанскому театру и с триумфом выиграл следующие президентские выборы 1944 года.
Трумэн решил повторить поступок Рузвельта, отправившись на Тихий океан, чтобы встретиться с Макартуром. Изначально Трумэн не испытывал энтузиазма к этой идее, поскольку не любил рекламных трюков. Тем не менее, в октябре 1950 года после побед на Пусанском периметре и в Инчхоне звезда Макартура сияла ярко. Встретившись с Макартуром, Трумэн мог подчеркнуть свою роль в победах как главнокомандующий. Макартуру было отправлено письмо с предложением встретиться на Гавайях или на острове Уэйк. Макартур ответил что «будет рад встретиться с президентом утром 15-го числа на острове Уэйк». Когда Макартур узнал, что президент захватит с собой представителей СМИ, он спросил нельзя ли ему захватить корреспондентов из Токио, на что получил отказ.
Трумэн прибыл на остров Уэйк 15 октября и встретился на шоссе с Макартуром, который прибыл на остров днём раньше. Макартур предпочёл пожать руку президенту, а не отдать ему честь и отказался остаться на ленч с президентом, что Брэдли посчитал «оскорбительным». Но это не оскорбило Трумэна. Президент, сам бывший галантерейщик, был возмущён видом «грязной фуражки Макартура, которая во всей видимости, использовалась уже двадцать лет». Сама встреча не имела ни структуры, ни повестки и приняла форму свободного обсуждения между президентом и его советниками с одной стороны и Макартуром и командующим флотом на Тихом океане адмиралом Редфордом с другой. Стороны обсудили Формозу, Филиппины и войны во Вьетнаме и в Корее. Макартур отметил: «Не было предложено и не обсуждалось какой-либо новой политики, военной стратегии или международной политики». Присутствующий на встрече корреспондент Роберт Шеррод посчитал, что «не видел ничего кроме игры на публику».
Тем не менее, Макартур позволил себе утверждения, которые позднее обернулись против него. Когда Трумэн спросил его о шансах советской или китайской интервенции в Корею Макартур ответил:
Очень слабые. Если бы они ввели войска в первый или второй месяц [войны] это могло иметь решающий характер. Мы больше не боимся их вторжения. Мы больше не стоим со шляпой в руках. У китайцев есть 300 тыс. человек в Маньчжурии. Из них не более чем 100—115 тыс. развёрнуто вдоль реки Ялу. Через эту реку можно переправить только 50—60 тыс. человек. У них нет авиации. В настоящее время, когда у нас есть базы наших ВВС в Корее, если китайцы попытаются дойти до Пхеньяна то это превратится в величайшую резню.

### Вторжение китайцев
По возвращении с острова Уэйк Макартур столкнулся с проблемами в ходе выполнения своих обещаний. 24 октября он отдал приказ своим главным заместителям: командующему восьмой армией, генералу-лейтенанту Уолтону Уокеру и командиру корпуса Х генерал-майору Эдварду Алмонду «продвигаться вперед со всей скоростью и полным использованием всех своих войск». Он также отменил запрет на действия войск, кроме южнокорейских, вдоль границ с материковым Китаем и Советским Союзом. Коллинз возразил, что это является нарушением приказов Объединённого комитета начальников штабов от 27 сентября на что Макартур ответил, что согласно букве первоначальной директивы это всего лишь «вопрос политики». Он добавил, что этот вопрос поднимался в ходе встречи на острове Уэйк, но никто кроме Макартура на вспоминал об этом, особенно Трумэн. Президент, не зная об этих обсуждениях, заявил журналистам 26 октября, что корейцы, а не американцы, займут приграничные районы. Спустя несколько дней китайские войска вторглись в Корею и вступили в бой с силами Макартура при Онджонге и при Унсане.
Трумэн не освободил Макартура от командования за поражения в Корее в ноябре и декабре 1950 года. Позднее он сказал, что не мог винить Макартура больше чем генерала Дуайта Эйзенхауэра за поражения в ходе наступления гитлеровцев в Арденнах. В то же время он отметил, что не учитывал это соображение при принятии решения. Трумэн позднее заявил: «Я считал Макартура великим стратегом …пока он не предпринял наступление в Северную Корею, не зная о грядущем приходе китайцев.»
Надеясь замедлить китайское наступление, Макартур приказал разбомбить мосты через реку Ялу. После обсуждений со своими советниками Трумэн заявил, что не одобрит этого решения и Объединённый комитет начальников штабов (ОКНШ) отменил приказ. После протестов Макартура президент и ОКНШ разрешили бомбардировки при условии, что воздушное пространство материкового Китая не будет нарушено. Генерал-майор Эмметт О’Доннелл позднее отметил в ходе расследования Конгресса отставки Макартура как пример неправомерного политического вмешательства в военные операции. Река Ялу имеет много изгибов и в некоторых областях маршруты к ней очень ограничены в случае если не перелетать через реку. Это облегчало задачу ПВО китайцев и соответственно затрудняло задачу экипажей бомбардировщиков. В течение нескольких недель силам Макартура пришлось отступать, Трумэну и Макартуру пришлось рассматривать перспективу полностью вывести войска из Кореи.

### Применение ядерного оружия
На пресс-конференции 30 ноября 1950 года Трумэну был задан вопрос о применении ядерного оружия.
Вопрос: Господин Президент, интересно, можем ли мы возвратиться к вопросу о атомной бомбе? Правильно ли мы поняли вас, что вопрос о применении атомной бомбы активно рассматривается?
Трумэн: Всегда рассматривался. Это одно из наших вооружений.
Вопрос: Господин Президент, это означает использование против военных объектов или гражданских?
Трумэн: Эти вопросы будут решать военные. Я не военный командующий чтобы принимать такие решения.
Вопрос: Господин Президент, не лучше ли разрешить нам прямо процитировать ваши замечания по этому поводу.
Трумэн: Не думаю…не думаю что есть необходимость в этом.
Вопрос: Господин Президент, вы говорили, что это зависит от решения ООН. Означает ли это, что мы не будем использовать атомную бомбу без разрешения ООН?
Трумэн: Нет, никоим образом. Действия против коммунистического Китая зависят от действий Организации Объединённых Наций. Военный командующий на поле боя будет решать вопросы о применении вооружений, как он всегда и решал.
Это подразумевало, что право использовать атомное оружие теперь находилось в руках Макартура. Белый дом выпустил заявление, где уточнялось что «только президент может разрешить применение атомной бомбы, и такого разрешения не было дано», тем не менее, комментарий вызвал ажиотаж на национальном и международном уровне. Трумэн поднял один из наиболее чувствительных вопросов в отношениях военных и гражданских, это вопрос был закреплён в акте по контролю за атомной энергией 1946 года.
9 декабря 1950 года Макартур запросил право использовать ядерное оружие по усмотрению командующего, он торжественно обещал что ядерное оружие будет применено только для предотвращения окончательного отступления, а не для исправления ситуации в Корее. 24 декабря 1950 года Макартур представил список «целей задерживания» в Корее, Маньчжурии и других районах материкового Китая, для ударов по которым потребуются 34 атомные бомбы. В июне 1950 года Луис Джонсон опубликовал исследование о потенциальном использовании радиоактивных веществ. Согласно генерал-майору Куртни Уитни в декабре 1950 года Макартур рассматривал возможность использования радиоактивных осадков для изоляции Северной Кореи, но так никогда и не представил этот план Объединённому комитету начальников штабов. После увольнения Макартура сенатор Альберт Гор-старший высказал Трумэну похожее предложение. В январе 1951 года Макартур отказался принимать предложения о передовом развёртывании ядерного оружия.
В начале апреля 1951 года Объединённый комитет начальников штабов был встревожен увеличением советских войск на Дальнем Востоке, особенно бомбардировщиков и подводных лодок. 5 апреля 1951 года комитет отдал Макартуру приказы, разрешающие удары по Маньчжурии и Шандуньскому полуострову, если китайцы нанесут оттуда авиаудары по силам Макартура. На следующий день Трумэн встретился с председателем комиссии по ядерной энергии Гордоном Дином и договорился о передаче под военный контроль девяти ядерных бомб Марк-4. Дин беспокоился о передачи полномочий на применение Макартуру, поскольку он показывал недостаток технической квалификации и технических знаний об оружии и эффектах его использования. ОКНШ также не был спокоен, отдавая приказы Макартуру, опасаясь что он может преждевременно выполнить приказы. Поэтому они решили, что ядерная ударная группа будет подчиняться Стратегическому авиационному командованию (SAC). Бомбардировщики был оснащены ядерными бомбами. SAC не собиралась атаковать авиабазы и склады; бомбардировщики нацеливались на промышленные города в Северной Корее и в материковом Китае. Переброска бомбардировщиков SAC на Гуам продолжалась до конца войны.
Были дебаты по вопросу настаивал ли Макартур на применении ядерного оружия и были ли приказы Объединённого комитета Макартуру равносильны всего лишь рекомендации. На допросе перед сенатским комитетом по расследованию Макартур заявил, что не рекомендовал применение ядерного оружия. В 1960 году Макартур оспорил заявление Трумэна, что Макартур желал использовать ядерное оружие, заявив, что «Ни мой штаб ни по какой-либо связи с Вашингтоном никогда не обсуждали атомные бомбардировки во время Корейской войны». В интервью Джиму Лукасу и Бобу Консайдайну от 25 января 1954 года, опубликованному в 1964 году уже после смерти Макартура последний заявил:
Я уверен, что из всех кампаний, в которых я участвовал, для точности — в 20 крупных, именно в Корейской кампании я был в большей степени отстранён от командования. Я мог бы выиграть войну в Корее за максимум десять дней…сбросить 30 или 50 атомных бомб на военно-воздушные базы противника и другие склады, размещённые в горловине Маньчжурии. По моему плану наши механизированные десантные силы должны был двинуться на юг, чтобы распылить позади нас — от Японского моря до Жёлтого — полосу радиоактивного кобальта. Он мог быть распылён с вагонов, повозок, грузовиков и самолётов…По меньшей мере 60 лет не могло быть и речи о вторжении в Корею с севера. Враг не смог бы пройти через радиационный пояс.
В 1985 году Ричард Никсон вспоминал про обсуждение атомных бомбардировок Хиросимы и Нагасаки с Макартуром.
Макартур как-то раз очень красноречиво высказался на эту тему, расхаживая по этажу отеля «Вальдорф». Он думал, что сам взрыв бомбы является трагедией. Макартур считал что к ядерному оружию применимы те же самые ограничения что применяются к конвенционному оружию что достижение военной цели всегда должно ограничиваться соображениями ущерба для тех, кто не участвует в военных действиях…Как вы видите, Макартур был солдатом. Он считал, что сила должна использоваться только против военных объектов и поэтому тема ядерного оружия отталкивала его, что, как я думаю, говорило в его пользу.

### Давление Британии
Британский премьер Клемент Эттли был весьма обеспокоен отношением Трумэна к ядерному оружию и ратовал за возврат к Квебекскому соглашению, заключённому во время войны, по которому США не могли применять ядерное оружие без согласия Британии. Британцы были обеспокоены тем, что США склоняются к войне с материковым Китаем. В ходе визита в США в декабре 1950 года Эттли выразил опасения правительства Британии и других стран Европы тем что «генерал Макартур заправляет шоу». Поскольку взгляды Макартура о важности Азии в мировых делах были широко известны, возникли опасения, что США переключат своё внимание с Европы на Азию. Макартура защищал Брэдли, который ещё со Второй мировой войны испытывал англофобию.
Британцы встревожились в январе 1951 года, когда американцы заговорили об эвакуации Кореи. Британцы утверждали, что для поддержания единства и веры европейцев жизненно необходимо поддерживать присутствие в Корее, даже если оно ограничится только опорным пунктом в районе Пусана. В очередной раз Брэдли заступился за Макартура, но было ясно, что Макартур стал раздражителем в отношениях между двумя странами. В то же время идея союза с Британией был непопулярна в Конгрессе. Лидер меньшинства в Конгрессе Джозеф Уильям Мартин-младший критиковал Трумэна за то, что он последовал за Британией Эттли в «рабстве перед правительством и сокращение долга».

### Публичные заявление
1 декабря 1950 года репортёр задал вопрос Макартуру, станут ли ограничения на операции против китайских сил на дальнем берегу реки Ялуцзян «препятствием для эффективных военных операций». Макартур ответил, что ограничения действительно станут «огромным препятствием, не имеющим примеров в военной истории». 6 декабря Трумэн издал директиву, требующую, чтобы все офицеры и дипломатические должностные лица согласовывали с Государственным департаментом все заявления, кроме рутинных, прежде чем публиковать их и… воздерживаться от прямого обсуждения военной или внешней политики с газетами, журналами и другими средствами массовой информации. Генерал-майор Кортни Уитни дал Макартуру юридическое заключение, что директива относится «исключительно к официальным публичным заявлениям, а не к коммюнике, переписке или личным беседам». Макартур также отметил это в ходе своих заявлений для прессы 13 февраля и 7 марта 1951 года.
В феврале—марте 1951 года ход войны опять изменился, и силы Макартура двинулись на север. Сеул, павший перед северокорейцами 4 января, был снова захвачен силами ООН 17 марта. Это породило надежды в Вашингтоне, что китайцы и северокорейцы станут более сговорчивы к принятию предложения о прекращении огня. Трумэн подготовил заявление по этому поводу, о чём ОКНШ 20 марта предупредил Макартура. В свою очередь Макартур предупредил нового командующего 8-й армией генерал-лейтенанта Мэтью Риджуэя, что политические ограничения скоро сдержат предложенные военные операции. 23 марта Макартур выпустил коммюнике о предложении по прекращению огня с китайцами.
Ещё большее значение, чем наши боевые успехи, имеет ясное сознание того, что наш новый враг, Красный Китай, обладающий такой преувеличенной и хвалёной военной мощью, не располагает промышленными возможностями для адекватного производства многих критических наименований, необходимых для ведения современной войны. Ему не хватает промышленной базы и сырья, необходимых для производства, обслуживания и эксплуатации даже умеренной воздушной и морской мощи, он не может обеспечить свою армию наименованиями первой необходимости для проведения успешных наземных операций, таких как танки, тяжёлая артиллерия и другие усовершенствования, внесённые наукой в процесс военных кампаний. Ранее, его огромное превосходство в живой силе компенсировало этот пробел, но с развитием средств массового поражения, одно только численное превосходство не возмещает уязвимых мест, присущих такой неполноценности. Контроль над морями и воздухом, что в свою очередь контролирует процессы снабжения, связи и доставки уже приобрёл большую значимость чем в прошлом. Когда этот контроль достигнут нами и это сочетается с недостатком наземной огневой мощи у противника получившиеся неравенство не может быть преодолено храбростью и даже фанатизмом или полным пренебрежением к людским потерям. Как только красный Китай вступил в эту необъявленную войну в Корее эти военные слабости ясно и определённо проявились. Даже при запретах, ограничивающих ныне деятельность сил ООН и соответствующих военных преимуществах, доставшихся Красному Китаю, проявилась его полная неспособность осуществить завоевание Кореи силой оружия. Следовательно, противник болезненным путём убедился, что принятое ООН решение отказаться от своих терпимых усилий ограничить войну пределами Кореи путём распространения наших военных действий в прибрежных районах и внутренних базах поставит красный Китай перед опасностью неминуемого военного коллапса. Эти факты устанавливаются, и не предвидится непреодолимых сложностей в принятии решений по корейской проблеме, если вопросу будут решаться по существу, без обременения посторонними делами, не имеющими отношения к Корее, такими как Формоза или место Китая в ООН.
На следующий день Макартур поручил Риджуэю наступать на 32 км на север от 38-й параллели. Трумэн позднее отметил: «Я был готов вышвырнуть его в Северо-Китайское море… Никогда в жизни я так не расстраивался.» Трумэн полагал, что коммюнике Макартура, которое не было согласовано с декабрьской директивой, предвосхитило его собственное предложение. Позже он написал:
Это было весьма необычайное заявление для командующего войсками ООН, сделанное под свою ответственность. Это действие полностью игнорировало все указания воздерживаться от любых заявлений по внешней политике. Это было открытое неподчинение моим приказам как президента и верховного главнокомандующего. Это был вызов полномочиям президента, закреплённым в Конституции. Этим действием Макартур не оставил мне выбора — я не мог более терпеть его неповиновение.
С этого момента, Трумэн более не мог терпеть действий Макартура. Драматические политические столкновения имели место и раньше, наиболее заметным из которых было противостояние между президентом Авраамом Линкольном и генерал-майором Джорджем Макклелланом в 1862 году. Другой пример — президент Джеймс Полк отозвал генерал-майора Уинфилда Скотта после мексикано-американской войны. Прежде чем отправить в отставку Макартура, Трумэн изучал книги по истории, как Линкольн и Полк обращались со своими генералами. Позже Трумэн заявил, что Полк был его любимым президентом, потому что «у него хватило смелости послать Конгресс к чёрту по вопросам внешней политики».
Макартур и администрация Трумэна придерживались разных взглядов на политику. Макартур был глубоко убеждён что невозможно разделить борьбу против коммунизма в Европе от борьбы, идущей в Азии. Это воспринималось как следствие его многолетнего пребывания в Восточной Азии, и его видения в качестве командующего театром военных действий, ответственного только за часть Дальнего Востока. Другой важной точкой раскола мнений была вера Макартура что Китай не был (как утверждал Арчисон) «самым большим и важным сателлитом Советского союза» но независимым государством со своими интересами, по словам Макартура: «Его цели [только временно] совпадали с [интересами] Советской России». Если бы тезисы Макартура были приняты, то согласно ему расширение войны с Китаем не вызвало бы конфликт с Советским союзом. Члены Объединённого комитета начальников штабов решительно возражали, хотя это противоречило их позиции о том, что именно Европа, а не Азия, была главной заботой Советского Союза. Даже в рядах республиканской партии позиция Макартура не пользовалась широкой поддержкой.
5 апреля Мартин зачитал текст письма Макартура от 20 марта, с критикой приоритетов администрации Трумэна в Палате представителей. Макартур писал:
Кажется, что для некоторых странно тяжело осознать, что здесь, в Азии, коммунистические заговорщики решили разыграть свою игру для глобального завоевания, и что мы присоединились к проблеме, поднятой таким образом на поле битвы; что здесь мы сражаемся в европейской войне оружием, в то время как дипломаты там всё ещё сражаются словами; что если мы проиграем войну коммунизму в Азии, падение Европы неизбежно; если победим то Европа, скорее всего, избежит войны и сохранит свободу. Как вы указали, мы должны победить. Нет замены победе.
Макартур позднее писал, что Мартин обнародовал письмо «по какой-то необъяснимой причине и не посоветовавшись со мной», но письмо не было помечено как конфиденциальное или «не для протокола».

### Перехваты дипломатических сообщений
В 1950-х годах практика перехвата и расшифровки дипломатических сообщений как союзников, так и недругов держалась в строжайшем секрете. В середине марта 1951 года Трумэн узнал из таких перехватов, что Макартур беседовал с дипломатами в токийских посольствах Испании и Португалии. В ходе этих переговоров Макартур выразил уверенность, что ему удастся превратить Корейскую войну в крупный конфликт, что приведёт к окончательному решению «китайского коммунистического вопроса», и Макартур не хотел, чтобы какая-либо страна встревожилась, если это произойдёт. Содержание этого конкретного перехвата было известно лишь очень немногим из ближайших советников Трумэна, среди которых были Пол Нитце, директор отдела политического планирования Государственного департамента, и его помощник Чарльз Бертон Маршалл. Трумэн счёл переговоры Макартура откровенным предательством и пришёл к выводу, что Макартура нужно сместить, но не мог действовать немедленно ввиду политической поддержки Макартура и хотел избежать расширения огласки о существовании электронных перехватов дипломатических сообщений.